# Fernando Abarca de Bolea y Galloz
Fernando Abarca de Bolea y Galloz fue un noble español de la Corona de Aragón del siglo XV, muy erudito en poesía e historia, que fue mayordomo mayor del príncipe Carlos de Viana, a quien permaneció fiel en todos los trances de su novelesca vida.
Posteriormente formó parte del Consejo de don Alfonso V de Aragón y en 1447 fue embajador en la corte de Castilla.

## Obra
Escribió un libro de Contraholle de la casa del Senyor Princep continent toda la espensa del plato (sic) (1461) También es de este autor un Códice y varias poesías.